# Ralston House
Ralston House war ein Landhaus in der Ortschaft Ralston, Teil der Stadt Paisley in der schottischen Council Area Renfrewshire. Das Anfang des 19. Jahrhunderts gebaute Haus wurde in den 1930er-Jahren abgerissen.

## Geschichte
Der Name „Ralston“ stammt vom früheren Lehen Ralphistoun, das nach dem jüngsten Sohn des Earls of Fife benannt war, der die Ländereien Anfang des 12. Jahrhunderts erhielt.
Nach Einführung der Familiennamen in den Central Lowlands nannten sich die Nachkommen des jüngeren Sohns des Earls „Ralston“ nach ihren Ländereien. Diese blieben bis 1704 in Besitz der Familie, dann verkaufte sie Gavin Ralston an John, Earl of Dundonald, der sie wiederum seiner Tochter, Lady Anne Cochrane vermachte, als diese James Hamilton, 5. Duke of Hamilton, heiratete. Deren Sohn verkaufte die Ländereien von Ralston 1755 an William MacDowal aus Castle Semple, einen hervorragenden Kaufmann aus Glasgow und Mitbegründer der dortigen Ship Bank. Dessen Sohn, William of Garthland and Castle Semple, verkaufte die Ländereien 1800 an William Orr, Sohn eines Fabrikanten aus Paisley, der zusammen mit seinem Bruder ein Vermögen mit der Herstellung von Haushaltstextilien in Irland gemacht hatte.
1797 hatte Orr vom Earl of Glasgow Teile der Ländereien von Ingliston erworben, auf denen er 1810 ein elegantes Landhaus errichten ließ. Nach dem Kauf der Ländereien von Ralston legte er all seine Ländereien zusammen und nannte sie „Ralston“; sein Landhaus nannte er „Ralston House“. 1840 sicherte sich James Richardson, ein Kaufmann aus Glasgow, das Anwesen. Dessen Sohn, Thomas Richardson, ließ das Haus 1864 vergrößern und fügte dem Anwesen weitere Ländereien hinzu.
Die Ländereien von Ralston wurden später aufgeteilt und Ende des 19. Jahrhunderts als landwirtschaftlich genutzte Flächen verkauft. Die Ruinen von Ralston House wurden 1936 abgerissen, aber die ehemaligen Stallungen bilden heute das Clubhaus des Ralston Golf Club. East Lodge und West Lodge aus dem Jahre 1865 an der heutigen Glasgow Road waren ursprünglich Torhäuser des Anwesens.